# Оберхаузен (Бад Бергцаберн)
Оберхаузен (њем. Oberhausen) општина је у њемачкој савезној држави Рајна-Палатинат. Једно је од 74 општинска средишта округа Зидлихе Вајнштрасе. Према процјени из 2010. у општини је живјело 392 становника. Посједује регионалну шифру (AGS) 7337058.

## Географски и демографски подаци
Оберхаузен се налази у савезној држави Рајна-Палатинат у округу Зидлихе Вајнштрасе. Општина се налази на надморској висини од 145 метара. Површина општине износи 4,5 km². У самом мјесту је, према процјени из 2010. године, живјело 392 становника. Просјечна густина становништва износи 87 становника/km².